# Міський (стадіон, Хинчешти)
Міський стадіон Хинчештів (рум. Stadionul Orășenesc Hîncești) — футбольний стадіон у місті Хинчешти, Молдова, домашня арена футбольних клубів «Петрокуб Хинчешти» та «Сперанца».
Стадіон побудований та відкритий 1975 року. Потужність становить 2 672 глядачі.